# Joseph Pozzo di Borgo
Joseph Pozzo di Borgo est l'un des dirigeants des Croix-de-feu et un résistant français, né à Paris le 10 novembre 1890 et mort à Paris le 12 mai 1966. Il est soupçonné d'avoir  appartenu  à la Cagoule.

## Biographie

### Un aristocrate et propriétaire terrien, ancien combattant de la Grande Guerre
Membre d'une famille de la noblesse corse, fils du comte Charles Jean Félix Pozzo di Borgo et d'Yvonne de Boisgelin, Joseph Pozzo di Borgo devient le quatrième duc Pozzo di Borgo à la mort de son frère Charles en mars 1921. Il est licencié et diplômé de l'École libre des sciences politiques. Il possède le château de Dangu, dans l'Eure, et un prestigieux hôtel particulier à Paris au 51, rue de l'Université (7e arrondissement). 
Après son service militaire, il est mobilisé en 1914 et sert comme sous-lieutenant au 23e régiment de dragons puis est affecté dans l'aviation ; il est breveté pilote militaire en 1916. Lieutenant en 1917, il obtient la croix de guerre et est démobilisé en 1919. Il est décoré chevalier de la Légion d'honneur en 1930.
Il épouse le 21 juillet 1924 Valérie Norrie (1903-1999), une riche héritière d'origine américaine. Il mène avec son épouse une vie mondaine active à Paris et à Biarritz ; il est membre du Jockey Club, du Saint-Cloud country club, du cercle de l’Union (depuis 1929), du comité France-Amérique (depuis 1932). Il préside aux destinées du comité général des fêtes corses à Paris.

### Membre du comité directeur des Croix-de-feu
L’itinéraire politique de Pozzo di Borgo dans l’entre-deux-guerres fait de lui un activiste d’extrême droite, antiparlementaire, anticommuniste, antimaçon et antisémite. 
En 1926, il assiste à une réunion politique de la vieille Ligue des patriotes à Gisors. Ami intime du riche parfumeur corse François Coty, directeur et propriétaire du Figaro, il est dès 1927 l'un des premiers membres des Croix-de-feu, association d'anciens combattants que Coty appuie à ses débuts, et entre à son comité directeur le 25 avril 1928. Il préside alors l’Institut antimarxiste de Paris, et y donne des cours ; sa première leçon porte sur le « péril communiste aux colonies ». Une brochure de sa conférence a été publiée la même année, sous le titre Les soviets et les Indes néerlandaises : conférence faite par M. Pozzo di Borgo à l’Institut anti-marxiste. L’Institut, dont Flavien Brenier est le secrétaire général, ne se contente pas de dénoncer le communisme. Il donne aussi dans l’antimaçonnisme. Un article de La Croix en 1929 cite par exemple une « soirée antimaçonnique » donnée par cet Institut et présidée par Pozzo di Borgo. Les orateurs y décrivent « la cocasse odyssée de l’aspirant maçon promené d’épreuve en épreuve […] et on y a reconstitué diverses cérémonies maçonniques ». Mais ces « bouffonneries » ne doivent pas cacher, comme le déclare l’orateur invité, l’ancien député proche de l’Action française Xavier de Magallon, « l’action puissante et néfaste de la secte internationale ». 
Il appuie ensuite l'accès du colonel François de La Rocque à la présidence des Croix de feu, l'accompagne dans des réunions, est l'un des orateurs de plusieurs réunions, préside un temps Les Fils et filles de Croix de feu, et contribue au financement de la ligue,. Son épouse a présidé un comité chargé de réunir les fonds nécessaires à la colonie de vacances mise en place par les Croix de feu à  Plainfaing.
En 1934, interrogé par la commission parlementaire sur les événements du 6 février, il dénonce l'ancien président du conseil Camille Chautemps comme franc-maçon, affirmant que ses recherches lui ont permis de découvrir qu'il a le grade de 32e, ce qui lui confère le titre de Sublime prince du royal secret. L'accusation va longtemps poursuivre Chautemps. Il affirme aussi : « Je ne suis ni royaliste, ni bonapartiste. Je suis républicain. Mais il y a République et République. Il y a celle de Hitler et celle de Staline. Et j’estime que la nôtre pourrait faire un tour à l’institut de beauté sans froisser personne ». Il réitère ensuite dans la presse l'affirmation visant Chautemps - qui semble être inexacte et que ce dernier réfute. Il aurait été selon Henry Coston « un fidèle abonné et bienfaiteur de la très anti-maçonnique Libre Parole »,,.

### La rupture avec La Rocque en 1936, les procès et la Cagoule
Il se détache progressivement de la Rocque à partir de 1935 et rompt avec lui au moment de la dissolution des Croix de feu en juin 1936, hostile à sa stratégie légaliste. Lors du conseil d’administration des Croix de feu du 25 juin 1936, il aurait déclaré : « La France avait les yeux sur les Croix de feu. Si, en un tel moment, nous ne descendions pas dans la rue, nous la trahirions et perdrions la face ». Il fait connaître publiquement la rupture et son refus d'adhérer au Parti social français fondé par La Rocque. Il lance le projet d'un mouvement nouveau désireux de revenir aux origines des Croix de feu et appelle les anciens Croix de feu à collaborer avec les autres nationaux,. 
Il accuse La Rocque l’année suivante, sur la foi d'André Tardieu, ancien ministre de l'intérieur et président du conseil, d’avoir « émargé aux fonds secrets » et donc de s'être mis à la merci du gouvernement, dans des articles du périodique Choc du colonel (de réserve) Maurice Guillaume. Son premier article est intitulé : « Un ancien président du Conseil m'a dit : Je donnais 20 000 francs par mois au lieutenant-colonel de La Rocque ». Il l'accuse ensuite d'avoir « trafiqué de ses fonctions de chef des Croix de feu (...) pour satisfaire ses besoins d'argent personnels », dévoilant d'anciennes lettres pour tenter de le prouver. Et d'avoir refusé l'union des nationaux sous les auspices du maréchal Hubert Lyautey au lendemain du 6 février 1934, au grand dam de ce dernier. 
Les deux hommes s’affrontèrent dans des procès en diffamation retentissants en 1937-1938. Pozzo di Borgo attaqua La Rocque en diffamation lorsque ce dernier repoussa ces accusations à l'occasion d'un meeting à Lyon le 24 juillet 1937. Le communiqué de presse notant que La Rocque aurait déclaré que Pozzo di Borgo « s'est disqualifié en tant que patriote en portant de telles accusations qu'il savait fausses ». La Rocque ne reconnut pas cependant avoir prononcé ces paroles. Défendu par ses avocats Xavier Vallat, par ailleurs député, et Robert Castille, et aidé de Tardieu qui assume à l'audience ses accusations, Pozzo di Borgo gagne son procès en première instance puis en appel. Dans le même temps, la Rocque attaque aussi en diffamation Pozzo di Borgo ainsi que des directeurs de journaux, des journalistes et des personnalités (Charles Maurras, Léon Daudet, Philippe Henriot, le commandant Sicé (autre ancien membre du comité directeur des Croix de feu), le colonel Guillaume, Jean-Maurice Herrmann du Populaire, etc.) ayant reproduit les accusations ou témoigné dans le même sens. Pozzo di Borgo est acquitté en première instance mais il est condamné en appel.
Comme vice-président de l’Union des comités d’action défensive (UCAD), fondée en décembre 1936 par le général Édouard Duseigneur, il a été mêlé à la Cagoule dans la mesure où l’UCAD est l’un des noyaux légaux du CSAR selon ses accusateurs. D’ailleurs, Pozzo di Borgo, Deloncle et Méténier ont rencontré à Nancy Maurice Cochinaire, ancien chef régional des Camelots du roi de l'Action française, suspecté d'être le dirigeant de la branche lorraine de la Cagoule, et d’autres activistes en juillet 1937. Arrêté en novembre avec les autres dirigeants de la Cagoule et le général Duseigneur, interrogé par le juge Béteille, Pozzo affirma qu’il ne savait pratiquement rien de la Cagoule et connaissait à peine Deloncle. L’UCAD n’aurait été qu’un « groupement d’anciens camarades et de bons patriotes opposés au communisme, […], un organisme théorique destiné à la propagande, […] qui acceptait la collaboration de tous groupements antimarxistes ». Face à une éventuelle prise du pouvoir des communistes, il devait être l’un des « noyaux de résistance de gens se connaissant bien ». De sa prison, il polémique avec Henri de Kérillis, un soutien de La Rocque,. Il prend comme avocats Xavier Vallat et Robert Castille.
Son honorabilité, et celle du général Duseigneur, sont défendues par des journaux comme Le Jour de Léon Bailby, pour qui ils dirigèrent « un mouvement de défense civique opérant au grand jour » et qui publie des articles en sa faveur et, en décembre 1937, une pétition de personnalités dénonçant « le scandale d'anciens combattants , détenus politiques, soumis au régime des malfaiteurs ». Elle est signée par des généraux (Robert Altmayer, Charles Brécard, de Bellaigne, Blaviez, de Cugnac, Clément-Grandcourt, Jobert, Koechlin-Schwartz, Henri Mordacq, Henri Albert Niessel, Peltiet, Sainte-Claire-Deville, Sütterlin, Ruillier, de Tavernost, de Vaulgrenant, Wimpffen, de Réals, Lavigne-Delville, Férand, Portalis, Fromheim, Boëlle, Estève, Vincent, de Montarby, Armengeaud, Roger, Pallu, Bulot), des amiraux (Jean Lacaze, de Carné, Hallier), des officiers, des dirigeants d'associations d'anciens combattants (Edmond Bloch, Prosper Josse, Georges Lebecq, de l'UNC), des écrivains anciens combattants (Paul Chack, Roland Dorgelès, François Duhourcau, Binet-Valmer, Claude Farrère), des Académiciens (Henry Bordeaux, Joseph de Pesquidoux), des hommes politiques (Désiré Ferry, Gaston Le Provost de Launay, Charles Trochu, les députés Pierre Taittinger, Fernand Wiedemann-Goiran, Édouard Moncelle, Charles des Isnards), des anciens combattants décorés, de l'UNC notamment et des Camarades du feu, des anciens cadres et membres des Croix de Feu. Ces officiers en retraite et ces personnalités, souvent marquées à droite, se retrouvent dans un « Comité de défense des patriotes emprisonnés », formé fin décembre 1937, qui prend sa défense et celle de Duseigneur en raison de leur passé d'ancien combattant. Il engrange des signatures de personnalités et tente de tenir un meeting au Vélodrome d'hiver, mais cette réunion est interdite devant la menace d'une contre-manifestation.
Pozzo di Borgo est remis en liberté provisoire le 5 mars 1938 et bénéficie d’un non-lieu. Il publie ses souvenirs de captivité dans Le Jour. Et publie aussi un recueil de ses articles de Choc accompagnés de documents, intitulé La Rocque fantôme à vendre et utilisé par les adversaires du chef du PSF.
Il continue de fréquenter les milieux de l'extrême droite. Deux mois après sa libération, il est à la tête de la délégation de l’association des Camarades du feu, une petite association de dissidents des Croix de feu, fondée et présidée par le commandant Stanislas Sicé, lors du défilé parisien de la fête de Jeanne d’Arc en mai 1938. Pozzo di Borgo est membre du comité directeur de cette association officiellement apolitique, mais qui se situe résolument à l’extrême droite, avec des membres comme Paul Chack ou Charles Trochu, et qui tient un discours antisémite. Il assiste par ailleurs en juin 1938 à une réunion du Front national de Trochu, au vélodrome d’Hiver : il siège à la tribune pour écouter Pierre Taittinger, Charles Maurras, Jacques Doriot, Henri Lémery ou Xavier Vallat. Il prend part au banquet du congrès du Parti républicain national et social en 1938. Il intègre en 1937 le comité directeur de l’Union antimaçonnique de France et tient des discours hostiles à la franc-maçonnerie et aux Juifs dans ses réunions. Il prend part aussi à des réunions du Rassemblement anti-juif de Louis Darquier de Pellepoix en 1937-1938,.

### La résistance et le CEPEC
Le duc Pozzo di Borgo a introduit son ami Léon de Poncins, homme de lettres catholique et militant antimaçon et antisémite, désireux d’offrir sa documentation et ses connaissances dans la perspective de la loi contre les sociétés secrètes, auprès de Raphaël Alibert à Vichy, en août 1940. Toutefois, en liaison avec le réseau Hector, il a contribué à la Résistance, en participant au sauvetage d’aviateurs alliés en Normandie, où il possède une propriété, et en entreposant armes et munitions en Corse.  
Il est proche, à partir de 1950, du Centre d'études politiques et civiques qu'il appuie et dont il devient l'un des vice-présidents vers 1963. « Peu de nos amis savent ce qu’il a été pour le CEPEC et pour ses prolongements » déclare son président, Georges Laederich, à l’occasion du décès de Pozzo di Borgo. Le duc et son épouse ouvrirent dès 1950 leurs salons de leur hôtel particulier de la rue de l’Université au CEPEC. Laederich le présente comme « un grand patriote, magnifique soldat lors de la Première Guerre mondiale, cuirassier puis aviateur, Croix de feu, puis militant plus activement encore pour la très haute idée qu’il se faisait de ce que devait être son pays ».

## Œuvres
- Joseph Pozzo di Borgo, La Rocque fantôme à vendre, Fernand Sorlot, 1938, 206 p.